# Частинський район
Частинський район (рос. Частинский район) — адміністративно-територіальна одиниця в складі Пермського краю Росії.
Адміністративний центр району — село Часті.  

## Географія
Частинський район межує з Большесосновським, Оханським, Осинським, Єловським районами Пермського краю та Удмуртією. Площа району - 1632 км².
Клімат помірно континентальний. 34% території району зайнята лісами. Домінують хвойні породи, в першу чергу ялина, досить багато липи, ільми, зустрічаються також клен, дуб, ліщина.
Під охороною держави на території району знаходиться 1 зоологічний пам'ятник природи.
Корисні копалини: нафта, волконскоїт, мінеральні води, торф.

## Економіка
Основна складова економіки району
- сільське господарство, зокрема, молочно-м'ясо-зернове
- Лісозаготівельна та переробна промисловість
- Видобуток вуглеводнів (нафта)